# Неоінтимальна гіперплазія
Неоінтимальна гіперплазія — потовщення стінок артерій, викликане проліферацією та міграцією гладком'язових клітин судин, переважно у внутрішній оболонці, що призводить зменшення її просвіту. Неоінтимальна гіперплазія є основною причиною рестенозу після перкутанних коронарних втручань, таких як стентування або ангіопластика. Термін «неоінтима» використовується, через гістологічні характеристики гіперпластичних ділянок судинної стінки, які нагадують нормальну артеріальну стінку.

## Причини
Неоінтимальна гіперплазія починається з пошкодження артеріальної стінки, після чого відбувається агрегація тромбоцитів у місці пошкодження, залучення запальних клітин, проліферація та міграція гладком'язових клітин та відкладення колагену.
Механічне пошкодження артерій внаслідок розтягування артеріальних стінок балонним катетером призводить до приваблення до місця пошкодження таких клітин, як моноцити, макрофаги та нейтрофіли. Макрофаги, зокрема, експресують багато факторів росту, цитокінів та ферментів, що сприяють міграції та проліферації гладком'язових клітин судин.
С-реактивний білок — це системний медіатор запалення, що корелює з гіперплазією неоінтими, але досі невідомо, чи є цей білок маркером підвищеного ризику, чи причинним агентом цього стану.

## Профілактика
Радіоактивні стенти з β-променями були використані при ураженнях коронарних артерій. Було показано дозозалежне пригнічення неоінтимальної гіперплазії. Протягом 6-місяців побічних ефектів у пацієнтів було мало. Однак, подальші дослідження показали, що у пацієнтів спостерігається пізнє прогресування неоінтимальної гіперплазії після 1 року від імплантації радіоактивного стента, що свідчить про затримку розвитку неоінтимальної гіперплазії, а не про запобігання чи погіршення стану.
Для протидії неоінтимальній гіперплазії після встановлення стентів використовуються стенти, покриті антипроліферативними речовинами (ліка́рські стенти). Стенти, що вивільняють ресвератрол і кверцетин, є перспективними щодо значного зниження гіперплазії інтими порівняно з голими металевими стентами.

## Лікування
Протизапальне лікування ефективно обмежує розвиток неоінтимальної гіперплазії. У кроликів використання IL-10 для зниження функції циркулюючих моноцитів та пригнічення адгезії лейкоцитів за допомогою антитіл зменшило утворення неоінтимальної гіперплазії після ангіопластики та стентування.
Використання оксиду азоту виявилося перспективним у лікуванні неоінтимальної гіперплазії. Однак, складність контрольованого локального вивільнення оксиду азоту обмежує його клінічне використання. Полімерні периваскулярні обгортки викликають зростаючий інтерес завдяки їхньому потенційному використанню для доставки оксиду азоту та інших препаратів при лікуванні неоінтимальної гіперплазії.
Ексендин-4, агоніст рецептора глюкагоноподібного пептиду-1, який використовується для лікування діабету 2-го типу, пригнічує гіперплазію неоінтими. Використання інгібіторів протиїнкінази А (ПКА) скасовує інгібувальний вплив ексендину-4, що свідчить про те, що антипроліферативний вплив ексендину-4 пов'язаний зі шляхом цАМФ-ПКА. Ексендин-4 пригнічує продукцію TNFα макрофагами, зменшуючи запалення, що може відігравати ще одну роль у пригніченні гіперплазії неоінтими.